# HMS Maori (F24)
«Маорі» (F24) (англ. HMS Maori (F24) — військовий корабель, ескадрений міноносець типу «Трайбл» Королівського військово-морського флоту Великої Британії за часів Другої світової війни.
«Маорі» був закладений 6 червня 1936 на верфі компанії Fairfield Shipbuilding and Engineering Company, в місті Глазго. 2 січня 1939 увійшов до складу Королівських ВМС Великої Британії.